# Бавуугийн Гэлэгбалсан
Бавуугийн Гэлэгбалсан (монг. Бавуугийн Гэлэгбалсан; ; 1846—1923) — монгольский поэт конца XIX — начала XX веков.

## Биография
Гэлэгбалсан родился в 1846 году в хошуне Говь-туше-вана Тушэту-ханского аймака (ныне сомон Сайхан-Овоо аймака Дундговь), вблизи от Онгийн-Гола, в семье арата Баву. В 10 лет был отдан в один из местных монастырей, однако вскоре вернулся домой и занялся выпасом скота. Выучился монгольскому письму. После 20 лет стал работать караванщиком на взятых взаймы верблюдах и быках. Разъезжая по многим областям, Гэлэгбалсан часто читал людям юролы-благопожелания, которые помнил с монастырского времени, а также стал сочинять и свои собственные, на монгольском языке, и постепенно стал известен как Юрольч Гэлэгбалсан. Истории о том, как он стал слагателем гимнов и как были сочинены им такие его знаменитые гимны, как «Просьба к небу о дожде» (Тэнгэрээс хур бороо гуйсан нь) или «Благопожелание в надом» (Наадмын ерөөл), сохранились в гобийском фольклоре. Другие известные его гимны — «Благопожелание о кобыле-сокровищнице» (Гүүний сангийн ерөөл), «Благопожелание о встрече» (Уулзахын ерөөл), «Благопожелание при подсчёте скота» (Мал тоолохын ерөөл).
Однажды Догшин-нойон-хутухта VI Дамбийжанцан, узнав о том, каким отличным стихотворцем стал Гэлэгбалсан, решил вернуть его в свой монастырь для того, чтобы использовать его талант для составления изящных писем. Несмотря на то, что Гэлэгбалсан отказался, его новым прозвищем стало «Балсан-дэмч» (дэмч — низкая монастырская должность, куда хотел определить его Дамбийжанцан).